# Jufers

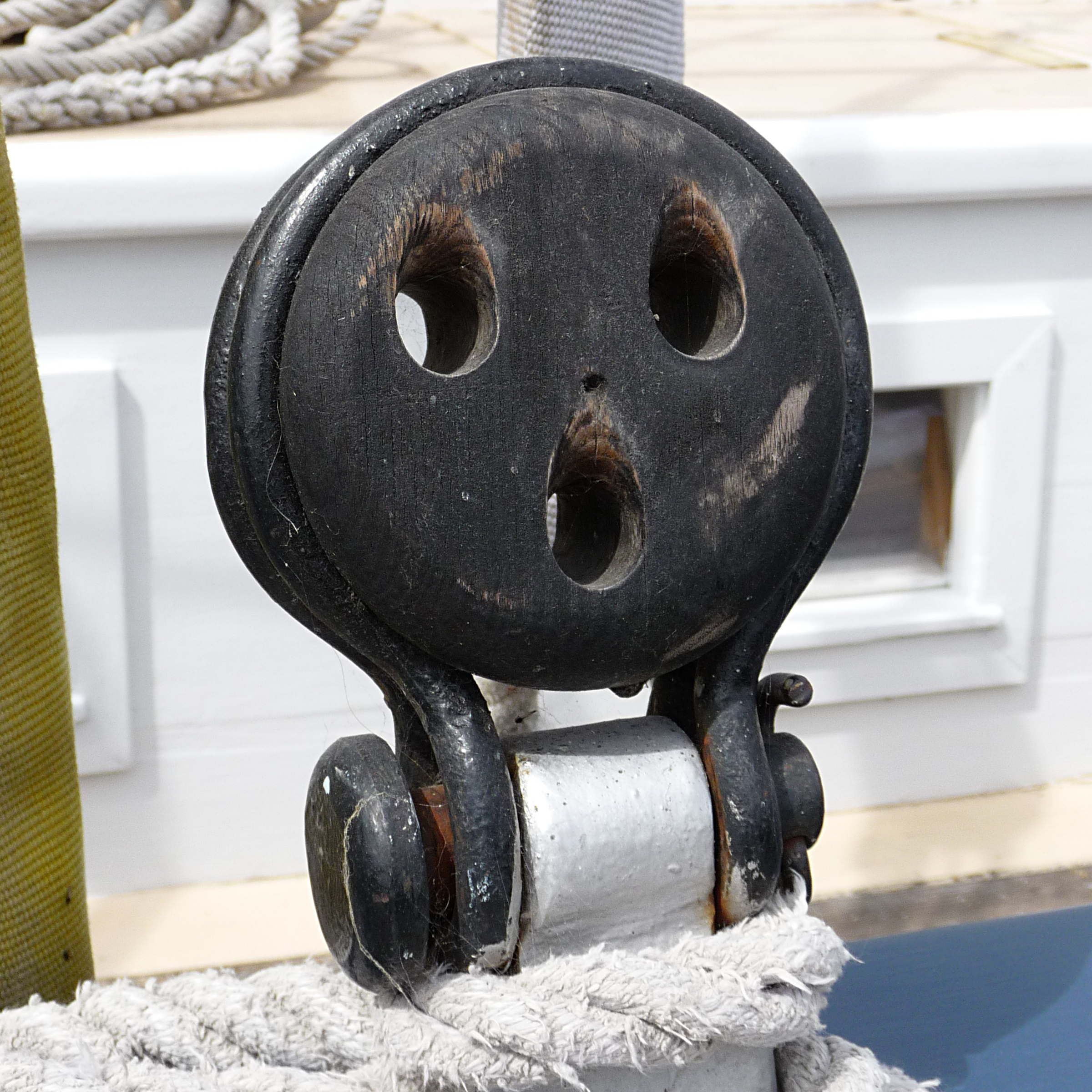
Jufers

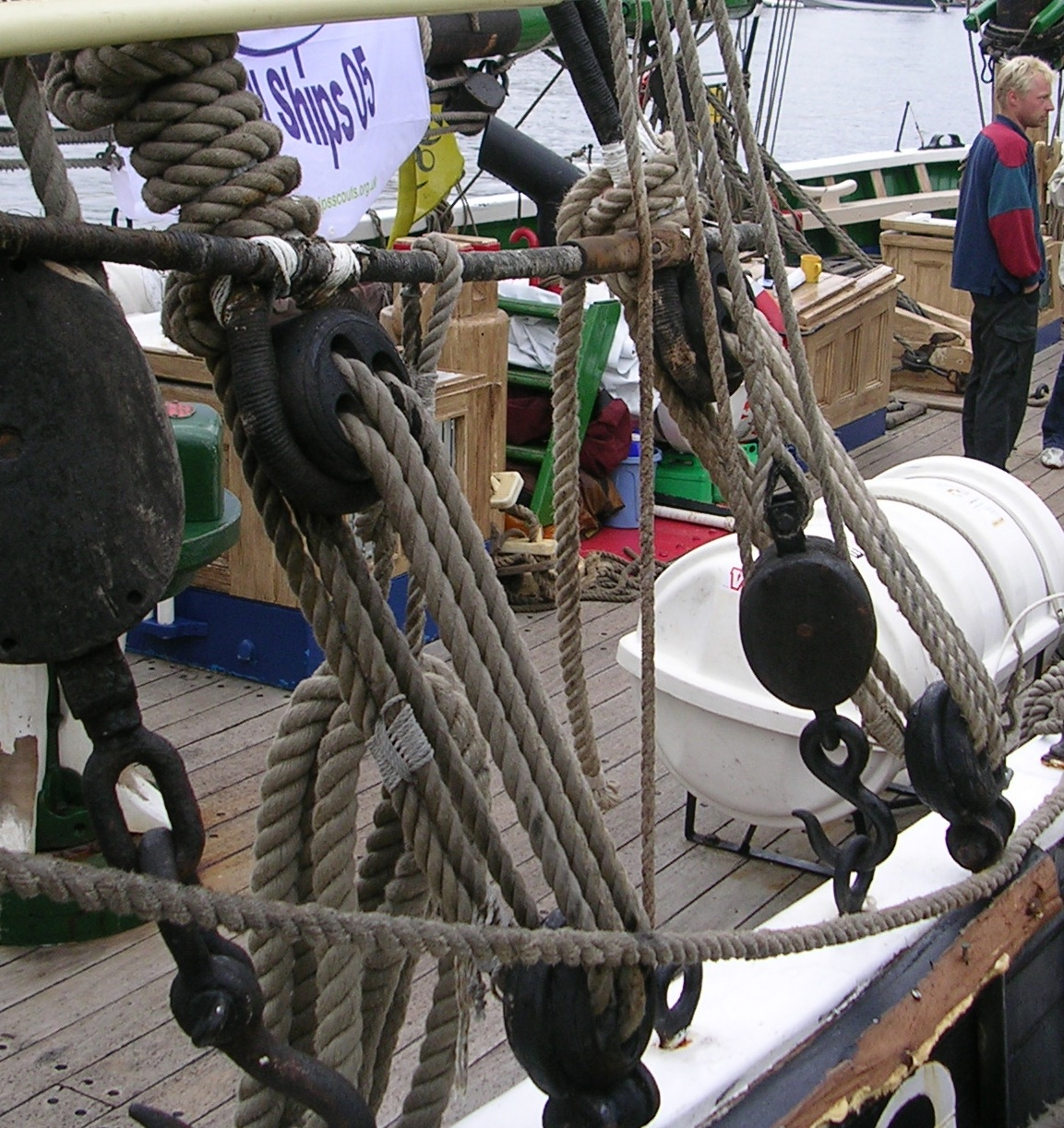
Cały talrep

Jufers (daw. nawlek) - element ściągacza talrepowego zwanego też ściągaczem linowym. Krążek wykonany z twardego drewna, rzadziej metalowy, zaopatrzony w otwory (najczęściej trzy) dla talrepu, czyli liny ściągającej, oraz posiadający na swym obwodzie rowek dla końcowego odcinka okalającej ten krążek wanty lub innej napinanej liny. Otwory w jufersie zwane są kipami.